# Stanisław Matusiak
Stanisław Matusiak (ur. 7 stycznia 1922 w Leśniewie, zm. 21 października 1988) – polski agrotechnik i polityk, poseł na Sejm PRL IV i V kadencji.

## Życiorys
Uzyskał wykształcenie średnie, z zawodu agrotechnik. Przewodniczył Powiatowej Radzie Narodowej w Garwolinie. W 1965 i 1969 uzyskiwał mandat posła na Sejm PRL IV i V kadencji z okręgu Otwock, będąc członkiem Polskiej Zjednoczonej Partii Robotniczej. Przez dwie kadencje zasiadał w Komisji Handlu Wewnętrznego, a w trakcie V kadencji ponadto w Komisji Gospodarki Morskiej i Żeglugi.
Pochowany na cmentarzu komunalnym w Radomiu (sektor E2-6-1).

## Ordery i odznaczenia
- Krzyż Kawalerski Orderu Odrodzenia Polski
- Srebrny Krzyż Zasługi
- Medal 10-lecia Polski Ludowej (15 stycznia 1955)[3]
- Odznaka 1000-lecia Państwa Polskiego (1966)[4]